# Rebocador

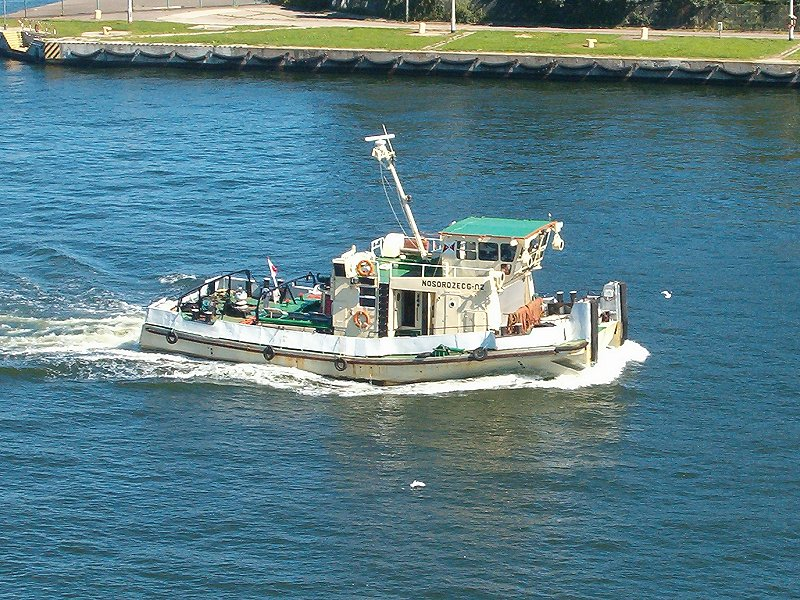
Rebocador Nosorozec-02 em Gdańsk, Polónia.

Um rebocador é um barco projetado para empurrar, puxar e rebocar barcaças ou navios em manobras delicadas como atracação e desatracação. 
Rebocadores são caracterizados por ter pequeno porte, motores altamente potentes e alta capacidade de manobra. Eles são vistos com maior frequência em vias navegáveis onde podem ser vistos puxando mais de 50 grandes barcaças atadas juntas por um cabo de aço. 
Rebocadores que viajam grandes distâncias incluem alojamentos para a tripulação.

## Tipos de rebocador

Partes principais de um rebocador:
1) Luz de topo, 2) Mastro, 3) Bandeira, 4) Sirene de nevoeiro, 5) Antena de radio, 6) Lâmpada de sinalização (morse), 7) Chaminé, 8) Ponte de navegação, 9) Visor "Vista Clara", 10) Amurada, 11) Escada acesso a ponte, 12) Salva-vidas, 13) "H-Bitt", 14) Cabrestante, 15) Gancho para reboque, 16) Cabo, 17) Coberta principal, 18) Escotilha, 19) Passador de cabos, 20) Borda de popa, 21) Defensa, 22) Proa, 23) Leme, 24) Abertura do Hélice, 25) Hélice, 26) Eixo do Hélice, 27) Casco

Os rebocadores podem ser divididos em dois grupos principais:
- Rebocador de porto: embarcação de pequeno porte, motores de grande potência (acima de 600 HP) e alta capacidade de manobra, utilizado nos serviços de atracação e desatracação de grandes navios. Realiza ainda serviços de transporte de pessoal e pequenas cargas em áreas portuárias. Não possui estabilidade suficiente para ser empregado longe da costa terrestre.

- Rebocador de alto-mar: embarcação de grande porte, grande potência (motores de até 10 mil HP) e extenso raio de ação. Destinado a missões de socorro de embarcações avariadas, combate a incêndios e resgate de pessoal longe das áreas portuárias.

## Reboque de embarcações
Existem duas formas de reboque de embarcações:
- A contrabordo ("reboque a par"): técnica utilizada quando o rebocador e o navio rebocado têm aproximadamente o mesmo tamanho, e que visa reduzir o espaço ocupado por ambas as embarcações: elas são amarradas pelos bordos e navegam lado a lado. Seu uso é difundido em portos, rios, canais e lagos.

- Pela popa: técnica muito utilizada quando as embarcações envolvidas são de tamanhos muito diferentes, principalmente em alto-mar. O rebocador vai à frente, puxando a outra embarcação por um cabo de aço.

## Serviço de Socorro Marítimo (Brasil)
A Marinha do Brasil mantém rebocadores de alto-mar ancorados em vários portos brasileiros para atendimento de situações emergenciais. Em meados da década de 1960, o serviço era composto por três rebocadores da Classe Triunfo, com 47 metros de comprimento, 835 toneladas de deslocamento, 1 500 hp de potência e 13 nós de velocidade máxima, apoiados por dez corvetas da Classe Imperial Marinheiro. Na atualidade, o serviço conta com cinco rebocadores de alto-mar: três da Classe Triunfo e dois da Classe Almirante Guilhem.